# Beowulf (2007)
Beowulf (pt Beowulf; br A Lenda de Beowulf) é um filme estadunidense de fantasia, dirigido por Robert Zemeckis. O filme é uma adaptação do poema épico anglo-saxônico Beowulf, e foi feito usando uma técnica especial de captura de movimento. Beowulf estreou em 16 de novembro de 2007 nos Estados Unidos, 15 de novembro nos cinemas portugueses e 30 de novembro nos cinemas brasileiros.
Enquanto muitos dos traços do filme são fiéis ao poema, outros elementos, como o diálogo, a arrogância enfatizada de Beowulf e Hrothgar, o hedonismo percebido em Heorot, o tempo antes de Beowulf lutar com o dragão, o motivo de Grendel atacar Heorot, e a relação entre a mãe de Grendel e Beowulf, desviam-se do poema original.

## Enredo
O filme começa com Beowulf (Ray Winstone) viajando para Heorot, para matar um monstro que a aterroriza, Grendel (Crispin Glover). Grendel era filho de um demônio e do Rei Hrothgar (Anthony Hopkins), fruto de um relacionamento secreto (provavelmente um acordo entre os dois). Beowulf vence o monstro e, ferido, Grendel volta para sua mãe (Angelina Jolie) e, em seu leito de morte, sua mãe jura vingança. Ela mata várias pessoas e as pendura no teto do salão de comemorações do reino, onde Beowulf dormia. Após acordar, Beowulf se assusta com o massacre e o Rei Hrothgar diz que quem fizera isso foi a mãe de Grendel. Beowulf vai atrás da mãe de Grendel para matá-la. Ao chegar até ela, é seduzido e faz um acordo: dar-lhe um filho e, o chifre de ouro, que ganhara do rei, em troca de dar-lhe eternas, força, saúde e vida e, torná-lo rei, enquanto o acordo durasse. Ao voltar ao reino, Beowulf conta como matou a mãe de Grendel e o rei duvida que ele a tenha matado, realmente. Mesmo assim, como recompensa, o rei lhe oferece seu reino e sua rainha (Robin Wright Penn) a Beowulf, quando ele morrer, já que ele não tinha filhos (ninguém sabia que Grendel era seu filho, além do próprio Grendel, sua mãe e o rei e, possivelmente a rainha). Aparentemente, o rei ficou estéril após ter se relacionado com o demônio. Após terminar de falar, o rei vai em direção ao terraço, como se estivesse em transe e, se joga. Imediatamente, Beowulf é declarado o novo rei.
Após muitos anos, Cain (Dominic Keating) encontra o chifre de ouro e o traz de volta a Beowulf. Ao fazer isso, o acordo se quebra e, um novo monstro (filho de Beowulf e a mãe de Grendel) ataca o reino. Beowulf oferta o chifre de ouro à mãe de Grendel para que ela deixe o reino em paz, mas ela recusa e diz que é tarde demais. Então, Beowulf é atacado por um dragão dourado transmorfo (também Ray Winstone), filho seu e da mãe de Grendel. Ao derrotar o dragão, ele e o dragão caem de uma grande altura, e o dragão, já morto, se transforma em um homem dourado. Antes de morrer, Beowulf diz que era “tarde demais para mentiras” e, confessa a seu amigo, Wiglaf (Brendan Gleeson), que não matou a mãe de Grendel, que tinha mentido.
Após a cerimônia funerária de Beowulf, feita aos costumes vikings, onde seu corpo foi colocado em um barco posto em chamas e lançado ao mar, todos, menos Wiglaf, foram para suas casas. Com isso, a mãe de Grendel aparece flutuando sobre o corpo de Beowulf, para se despedir, e o beija e, em seguida mergulha no mar. No fim, a mãe de Grendel aparece de novo, parcialmente mergulhada no mar e, Wiglaf, atraído, caminha em sua direção até seu corpo ser coberto, até a cintura, pela água do mar. A cena termina ambígua, dando a impressão de que ela o seduzirá, como fez com os outros, ou irá tomar o chifre de ouro de Wiglaf.

## Elenco
| Ator                   | Personagem      |
| ---------------------- | --------------- |
| Ray Winstone           | Beowulf         |
| Angelina Jolie         | Mãe de Grendel  |
| Anthony Hopkins        | Rei Hrothgar    |
| Robin Wright Penn      | Rainha Wealthow |
| Crispin Glover         | Grendel         |
| John Malkovich         | Unferth         |
| Alison Lohman          | Ursula          |
| Brendan Gleeson        | Wiglaf          |
| Dominic Keating        | Cain (velho)    |
| Chris Coppola          | Olaf            |
| Sebastian Roché        | Wulfgar         |
| Greg Ellis             | Garmund         |
| Charlotte Salt         | Estrith         |
| Nick Jameson           | Drehgbearn      |
| Tyler Steelman         | Cain (jovem)    |
| Leslie Harter Zemeckis | Yrsa            |
| Woody Schultz          | Hengest         |
| Rik Young              | Eofor           |
| Nadine Stenovitch      | Ensemble        |
| Sharisse Baker-Bernard | Hild            |

## Recepção
O Metacritic, que usa uma média ponderada, atribuiu ao filme uma pontuação de 59 em 100, baseado em 35 críticos, indicando críticas "mistas ou médias".